# Георги Москов (учител)
Вижте пояснителната страница за други личности с името Георги Москов.
Георги Москов е български просветен деец и революционер, деец на Вътрешната македоно-одринска революционна организация.

## Биография
Георги Москов е роден в 1877 година в неврокопското село Кремен, което тогава е в Османската империя. Завършва Сярското българско педагогическо училище и става учител като работи в селата Добротино, Мосомище и Кремен. Влиза във ВМОРО и става привърженик на Яне Сандански.
При избухването на Балканската война в 1912 година е доброволец в Македоно-одринското опълчение и служи в III рота на XV щипска дружина от 3 март 1913 година до 11 август 1913 година.
Основава горска производителна кооперация, читалище и вечерно училище.
Арестуван, мъчен и убит е от дейци на Вътрешна македонска революционна организация по време на Априлски събития в България на 27 юни 1925 година.